# Xiphonectes
Xiphonectes là một chi cua thuộc họ Portunidae. Các thành viên của chi này phân bố ở nhiều vùng biển ở Ấn Độ Dương và Thái Bình Dương.

## Các loài
- Xiphonectes aculeatus Koch & Ďuriš, 2019
- Xiphonectes bidens (Laurie, 1906)
- Xiphonectes gracillimus (Stimpson, 1858)
- Xiphonectes guinotae (Stephenson & Rees, 1961)
- Xiphonectes hainanensis (Chen, 1986)
- Xiphonectes iranjae (Crosnier, 1962)
- Xiphonectes latibrachium (Rathbun, 1906)
- Xiphonectes leptocheles A. Milne-Edwards, 1873
- Xiphonectes longispinosus (Dana, 1852)
- Xiphonectes macrophthalmus (Rathbun, 1906)
- Xiphonectes paralatibrachium (Crosnier, 2002)
- Xiphonectes stephensoni (Moosa, 1981)
- Xiphonectes tenuicaudatus (Stephenson, 1961)
- Xiphonectes tuerkayi Spiridonov, 2016

## Hình ảnh

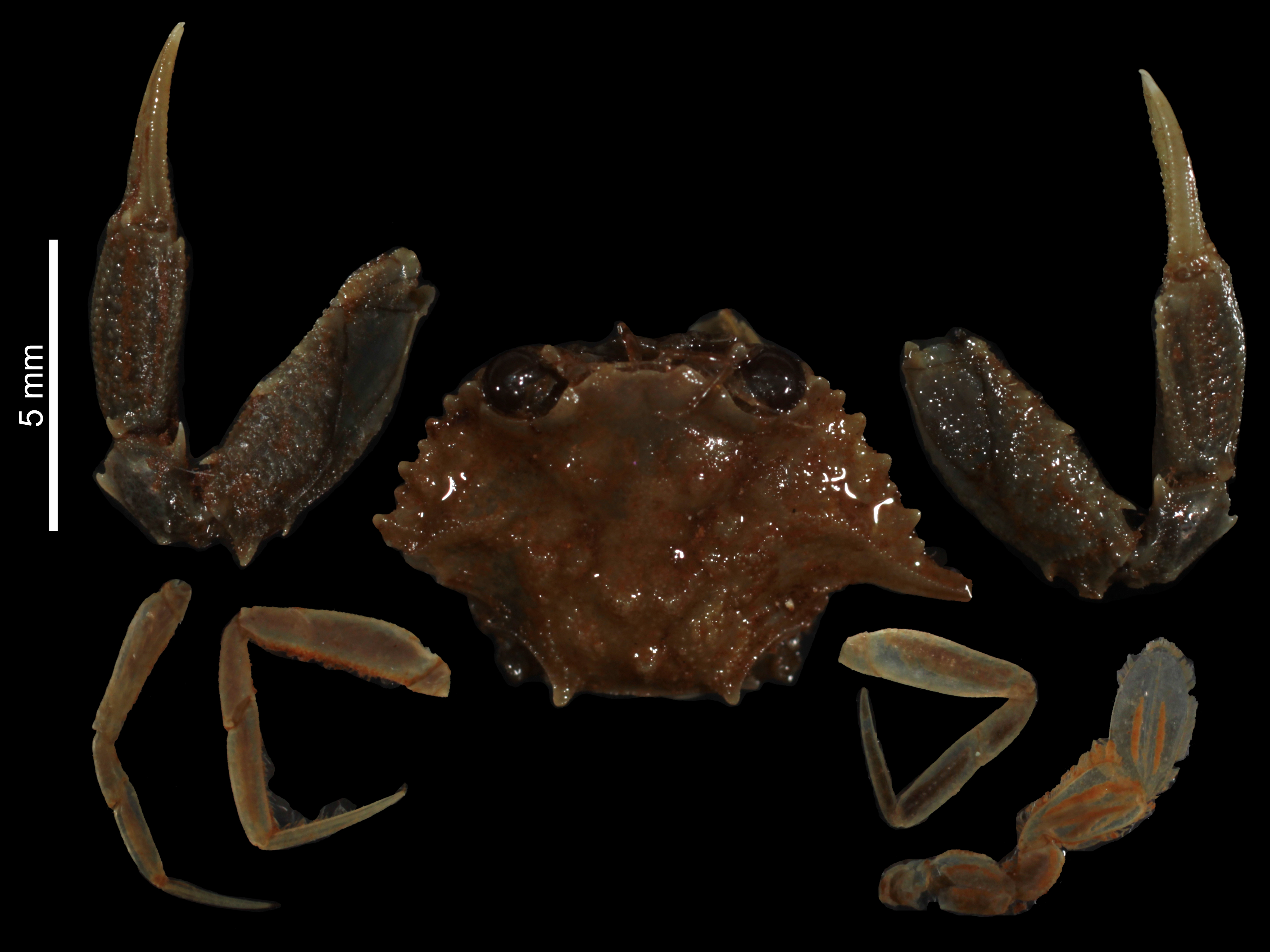
Xiphonectes alcocki.
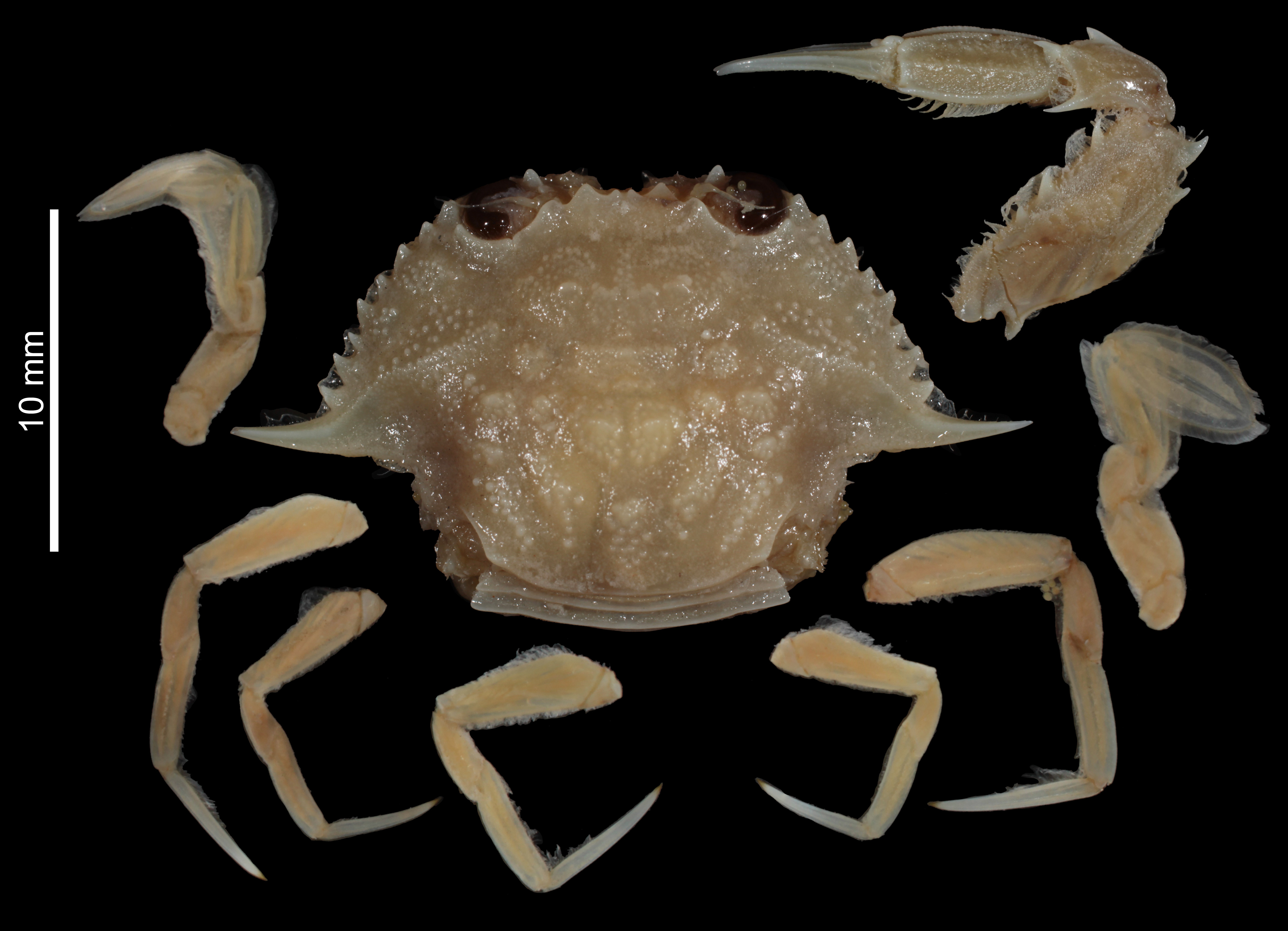
Xiphonectes arabicus.
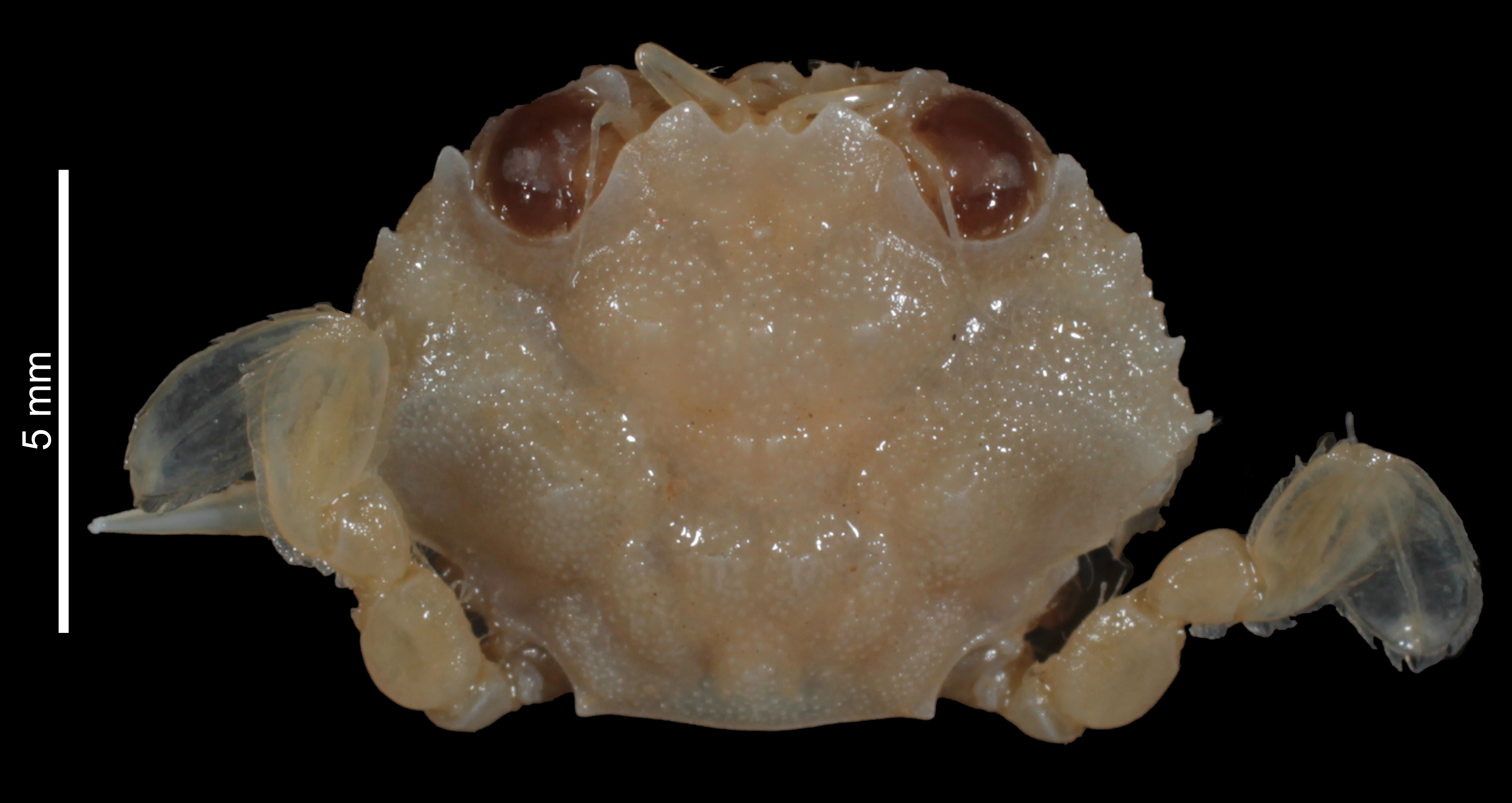
Xiphonectes guinotae.
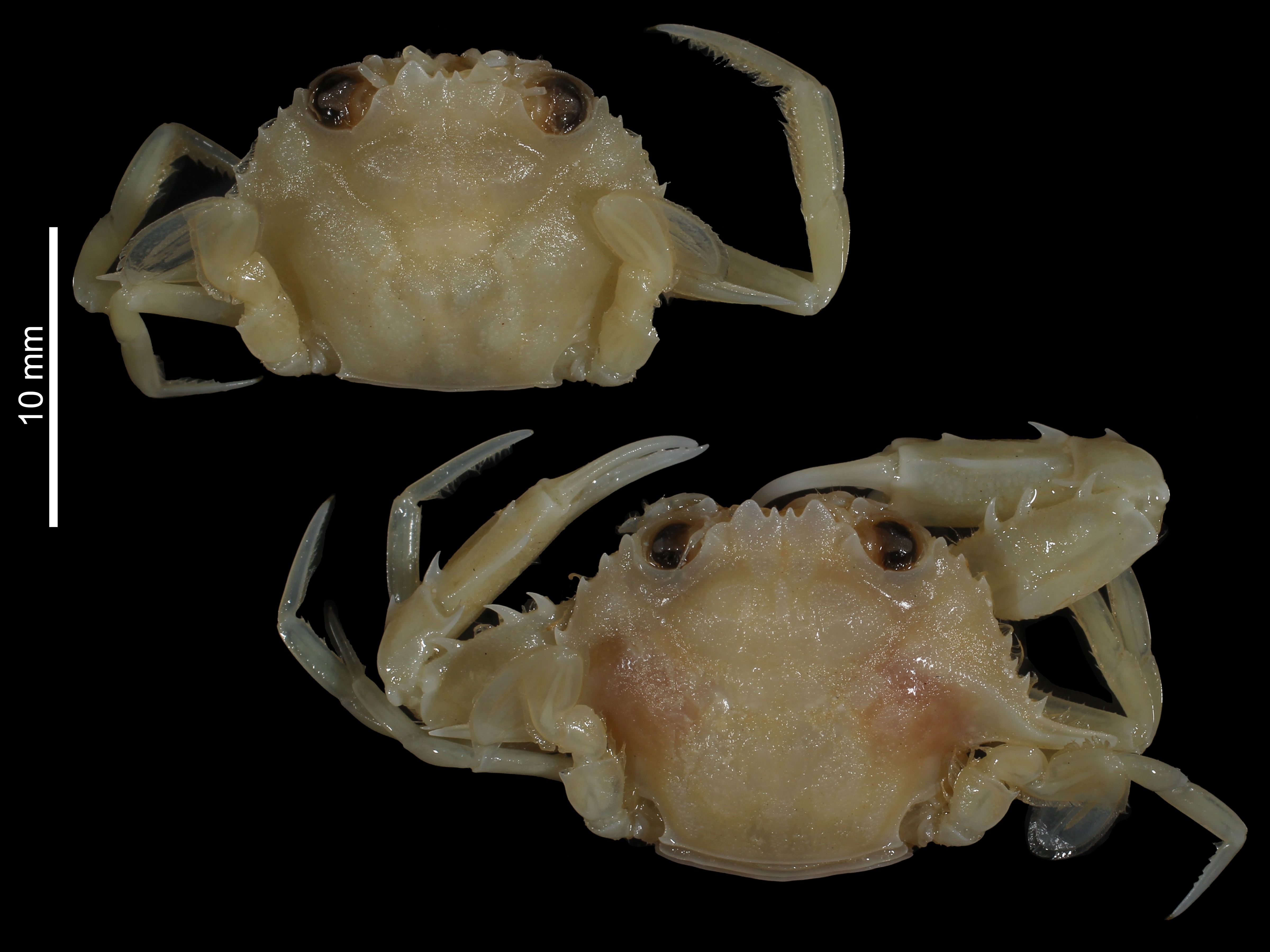
Xiphonectes iranjae.
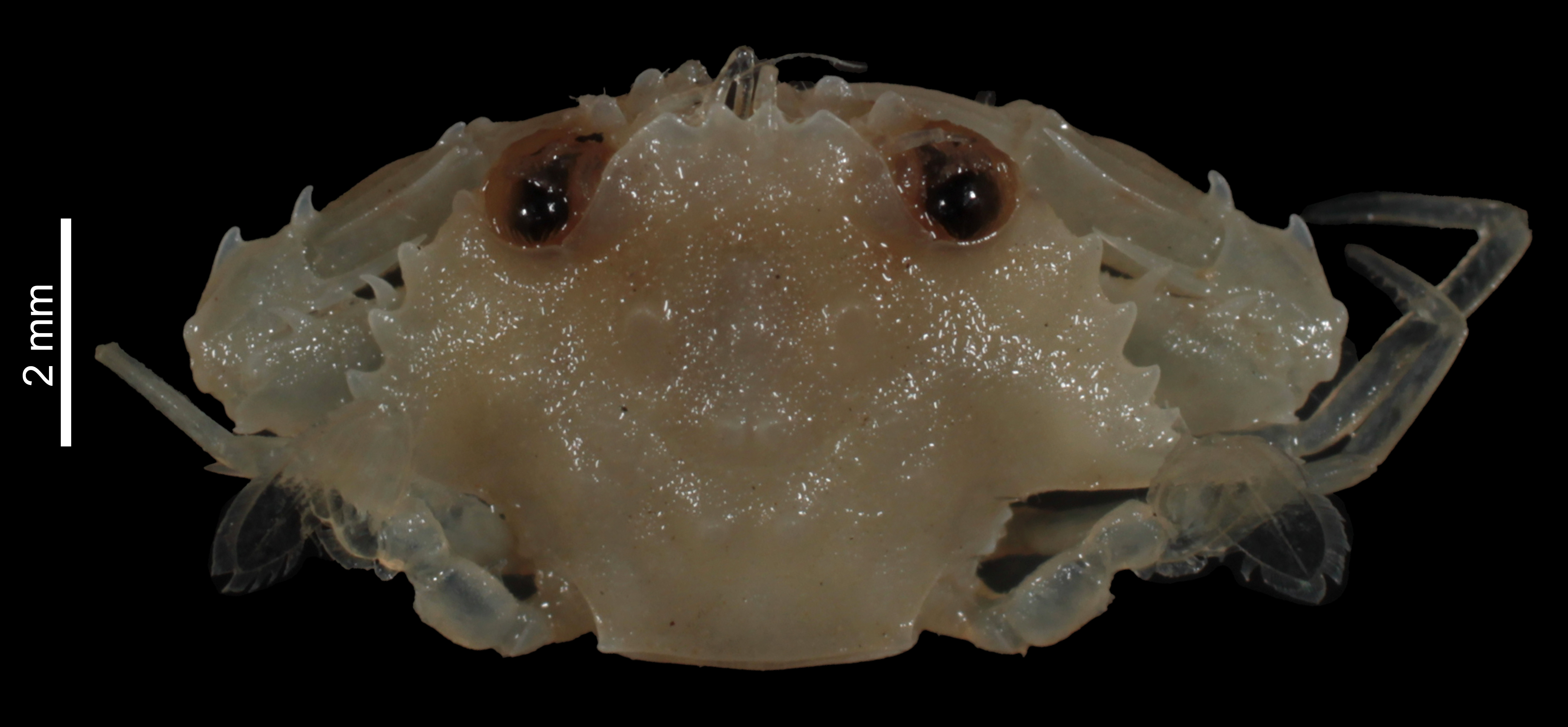
Xiphonectes paralatibrachium.
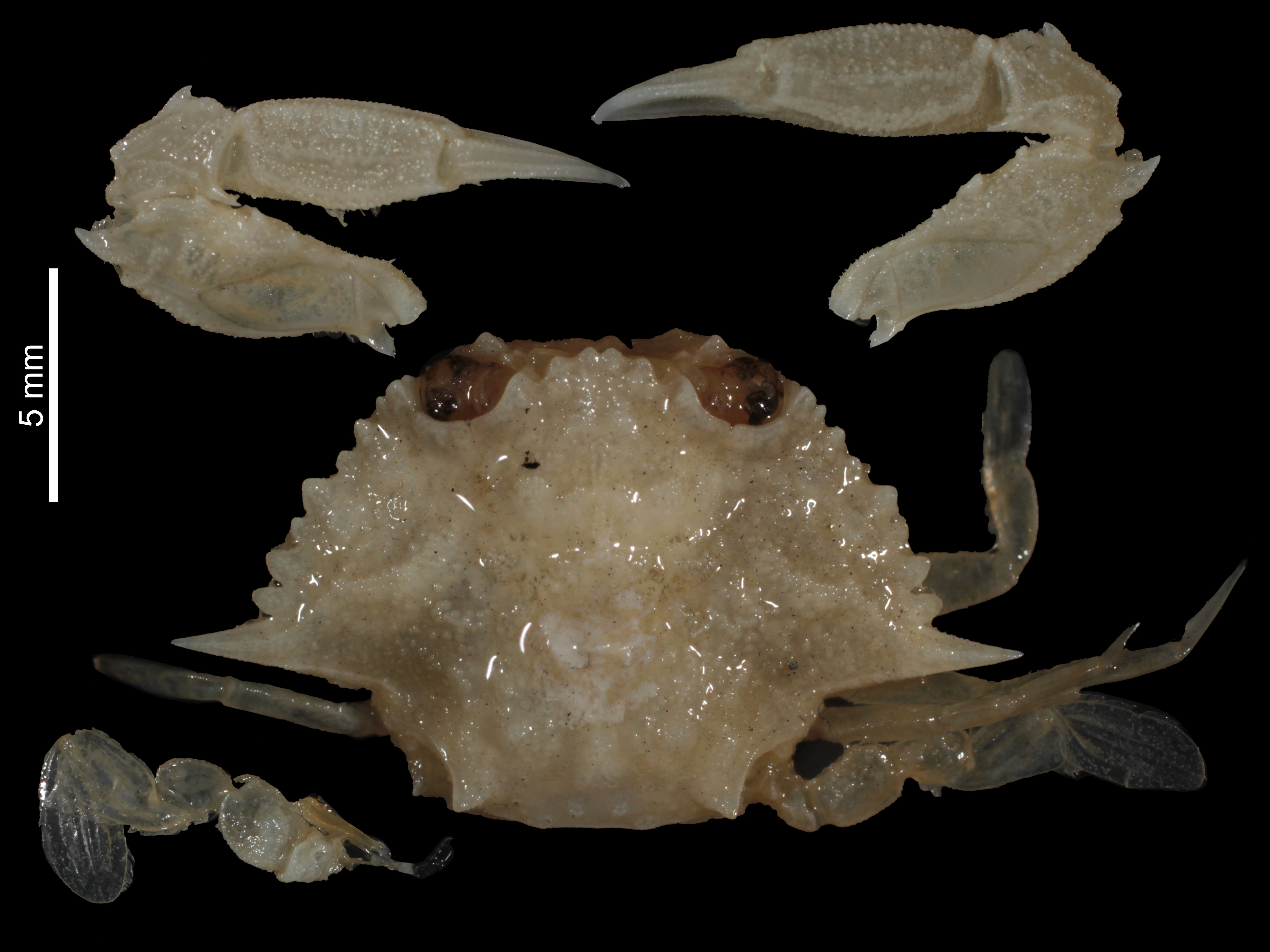
Xiphonectes tuberculosus.